# Исидор Милетски
Исидор из Милета (грч. Ἰσίδωρος ὁ Μιλήσιος; лат. Isidorus Miletus) био је један од двоје најистакнутијих византијско-грчкких математичара, физичара и архитеката (Антемије из Трала је био други) које је цар Јустинијан I ангажовао да пројектује Аја Софија у Цариграду од 532. до 537. године. Рођен је 475. године. Њему се приписује стварање важне компилације Архимедових дела. Лажна XV књига Еуклидових Елемента делимично је приписана Исидору из Милета.

## Биографија
Исидор је био познат по свом раду у науци и математици пре него што га је цар Јустинијан I ангажовао. Предавао је стереометрију и физику на универзитетима, прво у Александрији, а затим у Константинопољу, и написао је коментар на старију расправу о сводовима. Евтокије је заједно са Исидором проучавао Архимедово дело. Исидор је такође познат по изради прве свеобухватне компилације Архимедовог дела. Сегменти сабраних дела Архимеда су опстали до данас.

### Рад
Већи део Исидоровог сачуваног дела су његове измене и коментари старијих грчких математичких текстова. На пример, познато је да је Исидор ревидирао и проверио нека Архимедова дела, као и XV књигу Еуклидових елемената.
Класичар Алан Камерон износи тврдње о хипотетичкој „Исидоровој школи“. Између свог рада на архитектонским подвизима, Исидор је предавао математику и геометрију тог времена. Исидорова школа је више подржана присуством његовог учења у многим делима његових ученика (као што је Еутоциоус), а не његовим сопственим списима. У издању петнаесте књиге Еуклидових елемената, на пример, уредник цитира Исидора, али затим наставља да објашњава да Исидор није сам објавио већи део дела. Уместо тога, он је предавао, а када је и сам могао да разуме материјал, није видео потребу да га записује. Због тога Камерон тврди да је Исидор утицао да се поново покрене интересовање за античке математичаре у Константинопољу и Александрији, око 510. године.
Осим што је уређивао радове других, за Исидор је познато да је написао сопствени коментар на „О сводовима” Хероја Александријског, који је разматрао аспекте конструкције и дизајна сводова у односу на геометрију. Док је овај коментар изгубљен, Еутоције га помиње у својим списима. Позивајући се на ово дело, Евтокије приписује Исидору да је дизајнирао посебан компас за цртање парабола. Исидоров проналазак омогућио је цртање парабола са већом прецизношћу нивоа од оне за коју су омогућавале многе претходне методе. Од Еутоција (или његовог преписивача) верује се да је једна значајна употреба Исидоровог проналаска била визуелно решавање проблема удвостручавања запремине коцке. Речено је да се то ради цртањем две параболе и проналажењем тачке у којој се оне секу. Верује се да је Исидор истакао употребу примене парабола у конструкцији сводова.

### Аја Софија
Цар Јустинијан I је именовао архитекте за обнову Аја Софије након остварене победе над протестантима у главном граду Римског царства, Константинопољу. Прва базилика је завршена 360. године и преуређена од 404. до 415. године, али је оштећена 532. године у току устанка.
Супарничке фракције међу цариградским становништвом, Плави и Зелени, супротстављале су се једна другој у тркама кочија на Хиподрому и често су прибегавали насиљу. Током побуне Ника убијено је више од тридесет хиљада људи. Цар Јустинијан И је обезбедио да његова нова грађевина не буде спаљена, као њени претходници, наручивањем архитеката који ће цркву градити углавном од камена, а не од дрвета, „Садао ју је од печене цигле и малтера, и на многим местима везао заједно са гвожђем, али није користио дрво, тако да црква више није запаљива.” Изградња Аја Софије почела је тако брзо након што су немири угушени да многи мисле да је Јустинијан натерао своје архитекте да почну да планирају пре него што су немири и престали.
Исидор Милетски и Антемије из Трала првобитно су планирали главној просторији Аја Софије димензије 70 х 75 метара, што ју је чини највећом црквом у Константинопољу. Јустинијан је своју победу обележио подижући 532-7 године нову Аја Софију, једну од највећих, најраскошнијих и најскупљих грађевина свих времена.
Иако Исидор из Милета и Антемије из Трала нису били формално образовани у архитектури, они су били научници који су могли да организују логистику привлачења хиљада радника и невиђених гомила ретких сировина из целог Римског царства за изградњу Аја Софије за цара Јустинијана I. Исидор и Антемије су добијали камен чак из Египта, Сирије и Либије, а стубове из неколико храмова у Риму. Верује се да је Исидор урадио велики део радова на куполама Аја Софије, због његовог обимног рада на сводовима и текста-комнетара „О сводовима“.
Након што је велики земљотрес 989. године уништио куполу Аја Софије, византијски званичници су позвали Трдата архитекту у Византију да организује обнову. Обнова куполе је завршена до 994.